# Американские грифы (отряд)
Америка́нские гри́фы, или гри́фы Но́вого Све́та, или катартиды (лат. Cathartiformes) — отряд хищных птиц из подкласса новонёбных (Neognathae). В его состав включают современное семейство американских грифов (Cathartidae) и ископаемое семейство Teratornithidae.

## Систематика
Ранее в систематике птиц существовал единый отряд дневных хищных птиц. По ряду морфологических признаков в этот отряд включали и семейство ястребиных, и семейство соколиных, и семейство птиц-секретарей, и семейство скопиных. Большинство учёных к этому отряду причисляли и американских грифов (хотя некоторые учёные считали, что американских грифов стоит рассматривать как семейство в составе аистообразных).
Генетические исследования проведённые среди новонёбных птиц и в частности внутри отряда дневных хищных птиц показали, что американские грифы имеют отдалённое родство с аистами. Кроме этого исследования доказали, что не только ястребов и соколов стоит выделить в собственные отряды, но и американских грифов. Таким образом, птицы, традиционно относимые к одному отряду дневных хищных птиц, принадлежат трём разным отрядам: ястребообразных, соколообразных и отряду американских грифов.

## Классификация
- Семейство Американские грифы (Cathartidae)[4]
  - Род Грифы-индейки или катарты (Cathartes)
    - Гриф-индейка или катарта-индейка (Cathartes aura)
    - Малая желтоголовая катарта (Cathartes burrovianus)
    - Большая желтоголовая катарта (Cathartes melambrotus)

  - Род Чёрные катарты (Coragyps)
    - Американская чёрная катарта или гриф-урубу (Coragyps atratus)

  - Род Калифорнийские кондоры (Gymnogyps)
    - Калифорнийский кондор (Gymnogyps californianus)

  - Род Королевские грифы (Sarcoramphus)
    - Королевский гриф (Sarcoramphus papa)

  - Род Кондоры (Vultur)
    - Андский кондор (Vultur gryphus)
- † Семейство Teratornithidae
  - † Род Aiolornis
    - † Aiolornis incredibilis

  - † Род Argentavis
    - † Argentavis magnificens

  - † Род Cathartornis
    - † Cathartornis gracilis

  - † ?Род Oscaravis
    - † ?Oscaravis olsoni

  - † Род Taubatornis
    - † Taubatornis campbelli

  - † Род Teratornis
    - † Teratornis merriami
    - † ?Teratornis woodburnensis